# Košarkaška liga Srbije 2022-2023
La Košarkaška liga Srbije 2022-2023 è la 17ª edizione del massimo campionato serbo di pallacanestro maschile.

## Stagione

### Formula
La stagione regolare vede la partecipazione di 16 squadre affrontarsi in 30 gare tra andata e ritorno. Al termine della fase regolare, le tre squadre partecipanti alla ABA Liga (Košarkaški klub Borac Čačak, Košarkaški klub FMP Beograd e Košarkaški klub Mega Basket) più le tre squadre meglio classificate nella stagione regolare, si affrontano nella seconda fase denominata Super League, divisa in due gironi da quattro squadre ciascuno. La fase finale per il titolo viene giocata ai play-off tra le prime squadre dei due gironi e le rimanenti squadre partecipanti alla ABA Liga (Košarkaški klub Crvena zvezda e Košarkaški klub Partizan).

## Stagione regolare

### Classifica
|  | Pos. | Squadra               | Pt | G  | V  | P  | PtF  | PtS  |
|  | ---- | --------------------- | -- | -- | -- | -- | ---- | ---- |
|  | 1.   | Zlatibor Gold Gondola | 52 | 30 | 22 | 8  | 2544 | 2338 |
|  | 2.   | Spartak Office Shoes  | 52 | 30 | 22 | 8  | 2623 | 2435 |
|  | 3.   | Vojvodina Novi Sad    | 52 | 30 | 22 | 8  | 2576 | 2389 |
|  | 4.   | Metalac               | 50 | 30 | 20 | 10 | 2560 | 2367 |
|  | 5.   | OKK Beograd           | 48 | 30 | 18 | 12 | 2575 | 2429 |
|  | 6.   | Dynamic Beograd       | 48 | 30 | 18 | 12 | 2469 | 2418 |
|  | 7.   | Tamiš Pančevo         | 45 | 30 | 15 | 15 | 2352 | 2352 |
|  | 8.   | Vršac                 | 44 | 30 | 14 | 16 | 2561 | 2456 |
|  | 9.   | Sloga                 | 43 | 30 | 13 | 17 | 2377 | 2444 |
|  | 10.  | Mladost MaxBet        | 43 | 30 | 13 | 17 | 2509 | 2628 |
|  | 11.  | Čačak 94 Quantox      | 42 | 30 | 12 | 18 | 2388 | 2460 |
|  | 12.  | Sloboda Užice         | 42 | 30 | 12 | 18 | 2335 | 2401 |
|  | 13.  | Novi Pazar            | 41 | 30 | 11 | 19 | 2383 | 2531 |
|  | 14.  | Zdravlje Leskovac     | 40 | 30 | 10 | 20 | 2353 | 2421 |
|  | 15.  | KK Kolubara LA 2003   | 39 | 30 | 9  | 21 | 2371 | 2567 |
|  | 16.  | Dunav                 | 39 | 30 | 9  | 21 | 2286 | 2626 |

Legenda:
      Qualificazione in Super League e ABA 2 Liga.
      Qualificazione in Super League.
      Retrocessa in Liga Srbije B .
Regolamento:
Due punti a vittoria, uno a sconfitta.
In caso di arrivo a pari punti, contano gli scontri diretti e la classifica avulsa.
Note:

## Super League

### Classifica

#### Gruppo A
| Pos | Squadra               | G | V | P | PF  | PS  | DP   | Pt | Qualificazione o retrocessione |
| --- | --------------------- | - | - | - | --- | --- | ---- | -- | ------------------------------ |
| 1   | FMP Beograd           | 6 | 5 | 1 | 564 | 494 | +70  | 11 | Playoffs                       |
| 2   | OKK Beograd           | 6 | 4 | 2 | 550 | 474 | +76  | 10 |                                |
| 3   | Spartak Office Shoes  | 6 | 3 | 3 | 502 | 520 | −18  | 9  |                                |
| 4   | Zlatibor Gold Gondola | 6 | 0 | 6 | 463 | 591 | −128 | 6  |                                |

#### Gruppo B
| Pos | Squadra            | G | V | P | PF  | PS  | DP  | Pt | Qualificazione o retrocessione |
| --- | ------------------ | - | - | - | --- | --- | --- | -- | ------------------------------ |
| 1   | Mega MIS           | 6 | 5 | 1 | 531 | 458 | +73 | 11 | Playoffs                       |
| 2   | Borac Mozzart      | 6 | 4 | 2 | 511 | 486 | +25 | 10 |                                |
| 3   | Vojvodina Novi Sad | 6 | 3 | 3 | 480 | 498 | −18 | 9  |                                |
| 4   | Metalac            | 6 | 0 | 6 | 472 | 552 | −80 | 6  |                                |

## Play-off
Il Partizan decise di ritirarsi.

### Super League Final Four
|  | Semifinali    | Semifinali    | Semifinali    | Semifinali | Semifinali |  |  | Finale       | Finale       | Finale       | Finale | Finale |  |
|  |               |               |               |            |            |  |  |              |              |              |        |        |  |
|  |               |               |               |            |            |  |  |              |              |              |        |        |  |
|  |               |               |               |            |            |  |  | Stella Rossa | Stella Rossa | Stella Rossa | 94     | 82     |  |
|  | Mega Belgrado | Mega Belgrado | Mega Belgrado | 72         | 70         |  |  | FMP Belgrado | FMP Belgrado | FMP Belgrado | 70     | 72     |  |
|  | FMP Belgrado  | FMP Belgrado  | FMP Belgrado  | 75         | 96         |  |  |              |              |              |        |        |  |